# スキとスキとでサンカク恋愛
『スキとスキとでサンカク恋愛』は、ASa Projectより2016年11月25日に発売された18禁美少女アドベンチャーゲーム。2019年1月24日にエンターグラムよりPlayStation 4、PlayStation Vita版が発売。2019年6月1日にNekoNyan LtdよりSteam版が配信された。ただし日本語には対応していない。

## あらすじ
とある田舎町で父親の再婚により幼少期以降、一緒に暮らす義妹の 七瑠（ななる）や幼なじみの 真帆 たちと学園生活を送る主人公・宗介は、ある日、母親に引き取られ、幼少期まで一緒に暮らしていた実妹・すずと再会する。さらに無理やり一目惚れしてきた先輩・志衣菜（しいな） が現れ、幼なじみの 真帆 の様子にも異変が生じて宗介は三角関係に巻き込まれる。

## 登場人物
※声優はPC版 / PS4・Vita版のもの。

### メインキャラクター
小森江 宗介 （こもりえ そうすけ）
本作の主人公。
小森江 七瑠 （こもりえ ななる）
声 - 五十鈴みゆう / 清水愛
身長：156cm B90/ W59/ H83　誕生日：10月16日
小森江 すず （こもりえ すず）
声 - 鹿野まなか / 熊乃可菜
身長：152cm B85/ W60/ H84 誕生日：2月1日
鳴滝 真帆 （なるたき まほ）
声 - 卯衣 / 大橋歩夕
身長：164cm B82/ W58/ H80 誕生日：12月10日
木須 志衣菜 （きす しいな）
声 - 北見六花 / 小野涼子
身長：146cm B87/ W56/ H79 誕生日：4月30日

### サブキャラクター
カーラ・オリヴィア
声 - 遠野そよぎ / 岡嶋妙
和呂田 茜（わろた あかね）
声 - 歩サラ / 岡本理絵
部長（ぶちょう）
声 - 土門熱 / 佐藤拓也
小森江 紅葉（こもりえ もみじ）
声 - 春河あかり / 有河春花
小森江 雄（こもりえ ゆう）
声 - 八汐優 / 西村健志

## 主題歌
- OP『Heart beat』
  - 歌：佐咲紗花
  - 作詞・作曲：rian
  - 編曲：山下航生

## 売上
Vita版は2019年1月27日時点の累計販売数が1,187本である。